# Josepha von Siebold
Regina Josepha von Siebold, vor 1801 (Regina) Josepha Siebold, geborene Henning, verwitwete Heiland (* 14. Dezember 1771 in Geismar; † 28. Februar 1849 in Darmstadt) war eine deutsche Geburtshelferin. Sie erhielt am 6. September 1815 als erste Frau in Deutschland überhaupt eine Ehrendoktorwürde. Sie wurde ihr für ihre Verdienste um die „Entbindungskunst“ (Geburtshilfe) verliehen.

## Biografie
Josepha Henning wurde am 14. Dezember 1771 als Tochter eines kurmainzischen Beamten geboren und zunächst für die Zeit sehr liberal erzogen. Im Alter von zehn Jahren trat sie in ein von Ursulinen geleitetes Internat ein. Kurz vor ihrem 16. Geburtstag heiratete sie den Regierungsrat Georg Heiland. Aus dieser ersten Ehe stammen vier Kinder, darunter die Tochter, die erste Frauenärztin in Deutschland, Charlotte Heidenreich von Siebold (1788–1859). Georg Heiland starb, als Josepha 22 alt war. Josepha Heiland heiratete dann zwei Jahre später (1795) den Arzt (Johann) Theodor Damian Siebold (1768–1828), der aus einer sehr bedeutenden Ärztefamilie stammte, selbst aber zunächst nur einfacher Landarzt war, bevor er Medizinalbeamter (Stadtphysikus und Obermedizinalrat) wurde.
Damian konnte wegen einer Erkrankung nicht für den Lebensunterhalt seiner siebenköpfigen Familie aufkommen. Um das Familieneinkommen aufzubessern, zog Josepha Siebold von ihrem Wohnort Darmstadt nach Würzburg und begann ein Studium der Geburtshilfe, für die damalige Zeit ein ungewöhnlicher Berufsweg für eine Frau. Sie erwirkte eine Ausnahmegenehmigung für das Studium bei ihrem Schwager Adam Elias von Siebold in Würzburg. Sie durfte an den Vorlesungen lediglich hinter einem Vorhang teilnehmen und keine praktischen Übungen ausführen. Die praktischen Erfahrungen sammelte sie im Anschluss an die Studien in Würzburg in der Praxis ihres Ehemanns. Im November 1807 beantragte Josepha von Siebold die Zulassung zur Staatsprüfung an der Universität Gießen. Wichtigstes Argument ihres Antrags war die mangelnde wissenschaftliche Ausbildung der Hebammen. Nach einer vierstündigen, „mit Bravour“ bestandenen, Prüfung vor dem Darmstädter Medizinalkollegium erhielt sie die Zulassung als Ärztin und begann in Darmstadt und Umgebung gemeinsam mit ihrem Ehemann zu praktizieren. Am 6. September 1815 wurde ihr durch Ferdinand von Ritgen die Ehrendoktorwürde der Entbindungskunst (Dr. art. obstetr.) der Universität Gießen verliehen.
Josepha von Siebolds älteste Tochter Charlotte Heiland (aus erster Ehe) promovierte 1817 ebenfalls an der Universität Gießen und praktizierte danach gemeinsam mit ihrer Mutter. Charlotte Heiland, genannt von Siebold, war 1819 Geburtshelferin bei der Geburt von Alexandrine Victoria von Hannover, der späteren Königin Victoria.
Aus der Ehe mit Damian von Siebold entstammte Karl Caspar Franz von Siebold (* 21. März 1800; † 25. Juni 1860), dieser wurde General-Stabsarzt und Leibarzt.